# Jörg Hickl
Jörg Hickl est un joueur d'échecs allemand né le 16 avril 1965 à Wiesbaden. Grand maître international depuis 1988, il a remporté le championnat d'Allemagne d'échecs en 1998.
Au 1er juillet 2018, il est le 25e joueur allemand avec un classement Elo de 2 547 points.

## Carrière aux échecs
Jörg Hickl fut septième du championnat du monde junior de 1984. Il finit deuxième du tournoi zonal de Munich en 1987 et se qualifia pour le tournoi interzonal de Zagreb 1987 où il finit à l'avant-dernière place. En 1989, il fut troisième du tournoi d'échecs de Dortmund.
En 1993, il finit premier ex æquo (deuxième au départage) du mémorial Rubinstein. En 1998, il remporta le championnat d'Allemagne et finit deuxième ex æquo du festival d'échecs de Bienne.
Il a représenté l'Allemagne lors de quatre olympiades (en 1986, 1988, 1996 et 2002). Il participa à deux championnats d'Europe par équipe, remportant la médaille de bronze par équipe en 1989 et la médaille d'or individuelle à l'échiquier de réserve en 1992.

## Publications
- (de) Jörg Hickl et Erik Zude, Die Macht der Bauern : Strukturen, Pläne und Ideen für Vereinsspieler, Schachreisen, 2008, 183 p. (ISBN 978-3-00-025190-0).
- (en) Jörg Hickl, The Power of Pawns : Chess Structure Fundamentals for Post-beginners, New in Chess, 2016, 192 p. (ISBN 978-90-5691-631-2).
- (en) Jörg Hickl et Erik Zude, Play 1…d6 Against Everything : A Compact and Ready-to-use Black Repertoire for Club Players, New in Chess, 2017, 208 p. (ISBN 978-90-5691-744-9).